# Arboretum de l'école du Breuil
L'arboretum de l'école du Breuil és un arborètum situat a París, al bosc de Vincennes, prop de l'hipòdrom del mateix nom.
És dels quatre pols del Jardí botànic de París amb el Parc de Bagatelle i el Jardí dels hivernacles d'Auteuil al Bosc de Boulogne, el Parc floral de París al Bosc de Vincennes.

## Històric
És el 1867, que va ser creada l'Escola municipal d'arboricultura de Saint-Mandé, prop de la porta Daumesnil, sota la impulsió del prefecte Haussmann. Serà transferida, el 1936, al sud-est del bosc, i batejada École du Breuil, pel nom del seu primer director.

## L'arborètum
Compta avui amb vora 1400 arbres pertanyents a 112 gèneres, 485 espècies i 400 cultivars i varietats 885 tàxons.